# Ducat i Principat de Benevent

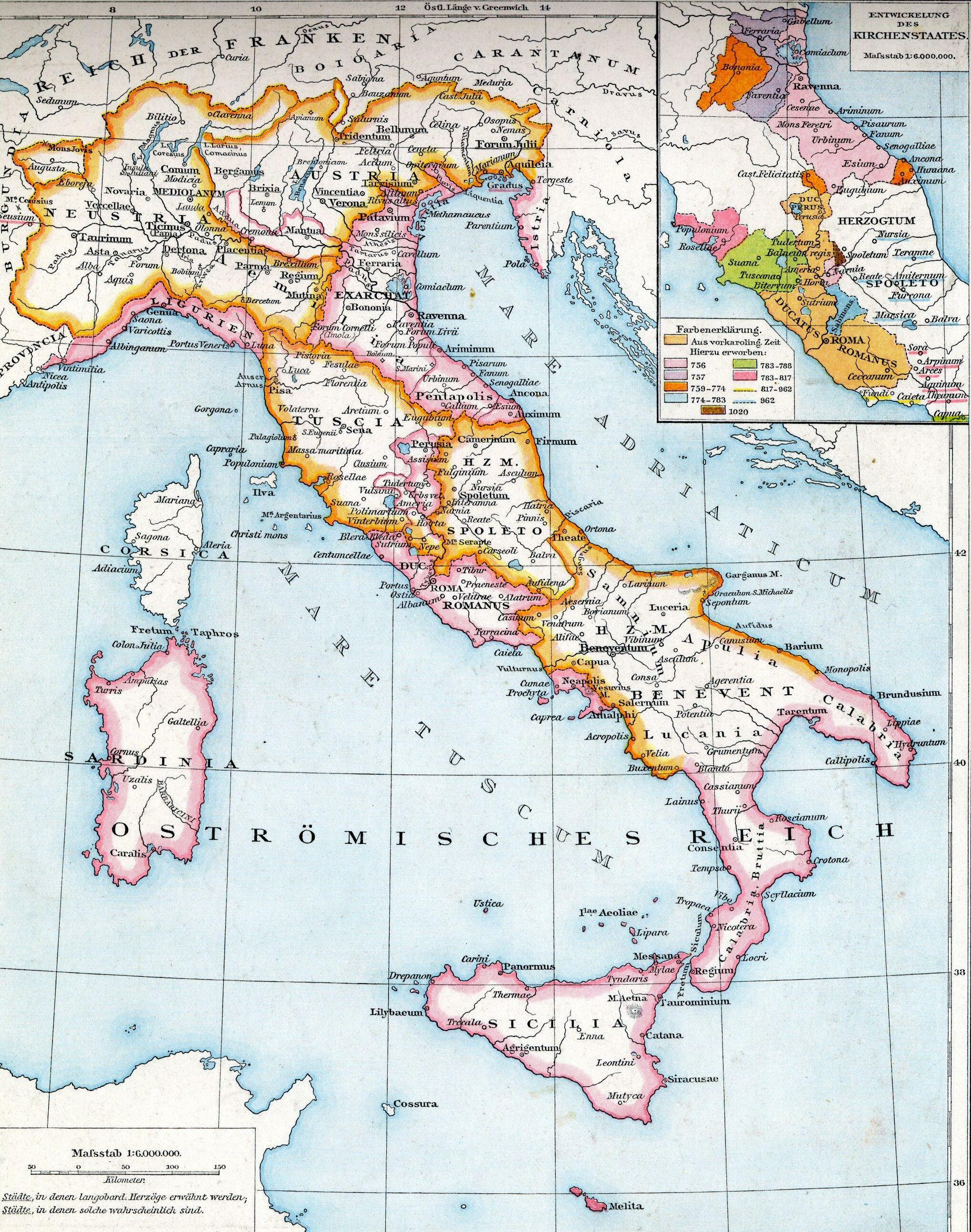
Possessions dels longobards a Itàlia:
Regne Longobard (Nèustria, Àustria i Túscia) i els ducats longobards d'Spoleto i Benevento.

El Ducat de Benevent fou el territori longobard situat més al sud a la Itàlia medieval. Se centrava a la ciutat de Benevent. Fou a la pràctica un territori independent del Regne dels Llombards, excepte en els regnats de Grimoald fins a Liutprand.

## El Ducat de Benevent
El ducat fou fundat el 576, tot i que per altres fonts els llombards hi podrien haver arribat arribaren al voltant del 590. El primer duc fou Zotto i tot i que evetualment rendí submissió als estats del nord, fou succeït pel seu nebot Arechis, i el càrrec esdevingué hereditari.
En els seus primers anys, el ducat s'expandí territorialment sobre les possessions de l'Imperi Romà d'Orient, capturant Càpua i Crotona, tot i que no aconseguí ocupar Nàpols. El duc de Benevent, Grimoald, es feu el 662 amb el tron del regne llombard iniciat una breu dinastia beneventiana al regne. El 663 la ciutat fou sitiada pels romans d'Orient de l'emperador Constant II però fou defensada pel fill del rei, el duc Romuald I que a més aconseguí destruir la flota romana d'Orient. L'any 680 ambdós firmaren un tractat de pau. El principal enemic aleshores fou el mateix regne dels Llombards del nord. Liutprand intervingué sovint al ducat del sud per imposar els seus candidats a duc. L'any 758 el ducat fou breument capturat per Desideri d'Ístria, però la conquesta del regne llombard per part de Carlemany el 774 posà fi definitivament a aquestes disputes.

## De ducat a principat
Arechis II intentà reclamar per a ell el títol de rei, però davant el perill que això suposés la intervenció dels francs al seu territori, optà per autoproclamar-se príncep l'any 787. El 788, els romans d'Orient atacaren de nou Benevent, però Grimoald III els refusà, amb l'ajuda dels francs, en haver acceptat la submissió "nominal" a aquests. Però quan el ducat vivia un dels millors moments, es dividí (839). El príncep Sicard fou assassinat i començà una guerra civil que portà al fill d'aquest a proclamar-se príncep de Salern, mentre l'assassí Radelchis s'autoproclamà príncep de Benevent. A més, aprofitant la confusió, els líders locals de Càpua s'autoproclamaren també prínceps de Càpua.
La crisi s'agreujà amb l'aparició dels sarraïns que sovint feren incursions i saquejos a les costes del sud de la península Itàlica. L'any 915, amb el setge de Garigliano els àrabs foren expulsats de la península per una coalició cristiana. A més, l'Imperi Romà d'Orient ho aprofità per reconquerir grans parts del sud d'Itàlia. La rellevància del principat era cada cop menor, arribant al punt que Atenulf I de Càpua el conquerí (899), unint ambdós territoris durant quasi un segle. Introduí el principi dels co-governants, és a dir, el fet d'associar als propis fills en el govern del territori en el paper de co-prínceps. El duc Pandulf cap d'acer esdevingué príncep de Salern el 978, unificant així, per poc temps, tots els territoris longobards del sud. També aconseguí que Benevent fos nomenada arxidiòcesi. Poc abans de la seva mort (981) aconseguí que l'emperador Otó I li concedís, també, el títol de duc de Spoleto. Però aquest moment d'unitat durà poc. El territori fou dividit entre els fills del príncep. Landulf IV rebé Benevent-Càpua i Pandulf II rebé Salern. A més, un nebot es rebel·là i prengué Benevent.
El 1022 l'emperador de l'Sacre Imperi Romanogermànic, Enric II conquerí Càpua i Benevent temporalment. Des de l'any 1047 els normands també s'havien instal·lat al territori. El normand Robert Guiscard capturà la ciutat el 1053 i l'entregà a la sobirania papal. El Papa designà una sèrie de prínceps llombards com a governants abans de designar el mateix Guiscard, que era que tenia el poder, l'any 1078. El 1081 el ducat tornà a poder del Papa i no es nomenaren més ducs ni prínceps. L'any 1806, Napoleó, en conquerí el territori recuperà el títol en favor de Charles Maurice de Talleyrand, però ja no tingué cap mena de valor real.

## Llista de Ducs i Prínceps de Benevent
Ducs de Benevent
- 571–591 : Zotto
- 591–641 : Arechis I
- 641–646 : Aiulf I
- 646–651 : Radoald
- 651–662 : Grimoald I (rei del llombards entre 662 i 671)
- 662–677 : Romoald I
- 677–680 : Grimoald II
- 680–706 : Gisulf I
- 706–732 : Romoald II
- 732–733 : Adelais
- 733–740 : Gregori
- 740–743 : Godescalc
- 743–749 : Gisulf II
- 749–758 : Liutprand
- 758–774 : Arechis II

Prínceps de Benevent
- 774–787 : Arechis II
- 787–807 : Grimoald III
- 807–817 : Grimoald IV
- 817–832 : Sicó I
- 832–839 : Sicard
- 839–851 : Radelchis I
- 851–854 : Radelgar
- 854–878 : Adelchis
- 878–881 : Waifer
- 881–884 : Radelchis II (deposat)
- 884–890 : Aiulf II
- 890–891 : Orso
- 891-895 : a l'Imperi Romà d'Orient
- 895–897 : Guiu (també duc de Spoleto com a Guiu IV)
- 897 : Pere, Bisbe de Benevent (regent)
- 897–900 : Radelchis II (restaurat)
- 900–910 : Atenulf I 
  - 901–910 : Landulf I (co-príncep)
- 910–943 : Landulf I
  - 911–940 : Atenulf II (co-príncep)
  - 940–943 : Landulf II (co-príncep)
  - 933–943 : Atenulf III Carinola (co-príncep)
- 943–961 : Landulf II el vermell
  - 943–961 : Pandulf I cap d'acer (co-príncep)
  - 959-961 : Landulf III (co-príncep)
- 961–968 : Landulf III
- 961–981 : Pandulf I cap d'acer (també duc d'Espoleto, Salern i Càpua)
  - 968–981 : Landulf IV (co-príncep, també duc de Càpua)
- 981–1014 : Pandulf II 
  - 987–1014 : Landulf V (co-príncep)
- 1014–1033 : Landulf V
  - 1012–1033 : Pandulf III (co-príncep)
- 1033–1050 : Pandulf III
  - 1038–1050 : Landulf VI (co-príncep)

Prínceps de Benevent sota sobirania papal
- 1053–1054 : Rodolf, rector del Papa
- 1054–1059 : Pandulf III (retorn)
- 1054–1077 : Landulf VI, co-príncep des de 1038
- 1056–1074 : Pandulf IV

Príncep de Benevent normand
- 1078–1081 : Robert Guiscard

Príncep de Benevent sota Napoleó
- 1806-1815 : Charles Maurice de Talleyrand